# Кировград
Кировград (на руски: Кировград) е град в Свердловска област, Русия. Населението на града към 1 януари 2018 година е 19 277 души.

## История
Кировград е основан през 1661 година. През 1932 година получава статут на град. Кировград е преминал през различни икономически и социални трансформации, като е известен със своята роля в индустриализацията на Русия.

## География и климат
Градът се намира на Уралските планини, на височина от 290 метра над морското равнище. Климатът е континентален с характерни студени зими и топли лета.

## Икономика
Икономиката на Кировград е предимно индустриална, с развити предприятия в металургията и машиностроенето. Градът е известен също с добива на ценни и редки метали.

## Култура и образование
Кировград разполага с няколко музея, културни центрове и библиотеки, които отразяват богатото културно наследство на района. В града има също и няколко средни училища и професионални колежи.

## Транспорт
Кировград е свързан с останалата част на Русия чрез развита пътна и железопътна мрежа. Градът разполага със собствена железопътна гара и е важен транспортен възел в региона.